# Lerotholi Letsie
Lerotholi Letsie (-1905) foi o chefe-supremo da Basutolândia entre 1891 e 1905. 
Governou o Lesoto durante o protetorado britânico, onde o país era denominado como Basutolândia. O soberano derrotou uma rebelião de seu tio em 1898 em Thaba-Bosiu. 